# Ella Endlich
 (juin 2018).
Si vous disposez d'ouvrages ou d'articles de référence ou si vous connaissez des sites web de qualité traitant du thème abordé ici, merci de compléter l'article en donnant les références utiles à sa vérifiabilité et en les liant à la section « Notes et références ».
Ella Endlich, de son vrai nom Jacqueline Zebisch, née le 18 juin 1984 à Weimar, est une chanteuse allemande.

## Biographie
Elle est la fille du compositeur et producteur Norbert Endlich. En 1989, elle suit sa mère de Weimar à Berlin-Ouest. À l'âge de dix ans, elle chante pour la première fois dans les studios d'enregistrement Hansa et est engagée comme chanteuse de fond dans le hit-parade sur la chaîne ZDF. Pendant ses années d'école, elle suit des cours de chant et de danse, et enregistre également diverses vidéos avec sa propre chorégraphie à Los Angeles, Miami et Londres pour la station pop VIVA.

### Carrière musicale
Le 18 juin 1998, le jour de ses 14 ans, elle signe son premier contrat d'enregistrement avec Columbia Records. En référence à cette date et au mois de sa naissance, elle choisit Junia comme nom de scène. Leur premier single It's Funny sort en 1999 et s'est classé 17e dans les charts single allemands et 21e en Suisse. Le titre suivant My Guy atteint le numéro 54 dans les charts, le troisième single Who's the Other Woman reste dans le top 100, tandis que la quatrième et dernière chanson Skaterboy (2000) n'atteint aucune place. Pendant ce temps, elle est invitée par Viva, The Dome et le Harald Schmidt Show.

### Années 2000
Au cours de sa carrière pop adolescente en 2000, elle commence un cours de préparation musicale au Musicalstudio Neukölln et termine ses études secondaires à l'Académie bavaroise de théâtre en octobre 2001. Pendant ses études, elle participe à Kander/Ebbs And the World Goes Round, et est membre des productions du Festival de Bregenz de La Bohème et West Side Story en 2001 et 2002. Dans City of Angels (en), on peut alors l'entendre au Prinzregentententheater Munich et au Theater Erfurt. Elle complète ses pré-études en chant classique et à partir de ce moment, elle donne des leçons de chant elle-même. En 2005, elle obtient son diplôme à l'Académie de théâtre bavaroise August Everding à Munich. En 2006, elle remporte le concours de chant HypoVereinsbank et le prix du public.
De 2005 à 2009, elle joue dans des comédies musicales : Tinette dans Heidi, Betzy dans Sweet Charity, Sandy dans Grease, Sharky dans la princesse Lillifee et la magie de la rose, Christine dans Le Fantôme de l'Opéra, Satine du Moulin Rouge, la sirène dans Arielle, Elphaba dans Wicked - Les sorcières d'Oz, Cosette dans les Misérables et dans la pièce The Steppenwolf d'après Hermann Hesse. D'autres pièces comiques ont suivi, dont Sylt - une erreur de Dieu ? au Hamburg Kammerspiele et Bauch, Beine, Po de Dietmar Loeffler.
Enfin, lors de la décision préliminaire du CES allemand Our Song for Stockholm (2016), sous le nom Ella, en novembre 2009, elle sort la chanson Küss mich, tiens-moi, aime-moi. Son interprétation en allemand de la musique de film de Trois Noisettes pour Cendrillon du compositeur Karel Svoboda est la première à être autorisée par les héritiers. La chanson atteint la douzième place dans les charts allemands. Le single est récompensé par le Golden Record, et paraît sur divers programmes télévisés allemands.

### Années 2010
En 2010, son premier album sorti sous le nom d'Ella Endlich, Da, atteint la 53e place du hit parade allemand. En octobre 2011, son deuxième album Meilenweit atteint la 94ème place dans les charts. En 2012, un EP intitulé Wintercollage sort. Fin 2014, elle change de maison de disques, de direction et de producteurs. En février 2016, elle participe à la ronde préliminaire allemande du Concours Eurovision de la chanson 2016 avec la chanson Adrenalin.
En 2018, aux côtés de Dieter Bohlen, Ella participe comme juré à la quinzième saison de Deutschland sucht den Superstar, diffusée du 3 janvier au 5 mai 2018,,.

## Discographie

### Album studio
- 2010 : Da
- 2012 : Meilenweit
- 2016 : Träume auf Asphalt
- 2018 : Im Vertrauen

## Animation
- 2018 : Deutschland sucht den SuperStar (15e saison) : Juge